# Serguíevskaia
Serguíevskaia (en rus: Серги́евская) és una stanitsa del krai de Krasnodar, a Rússia. Es troba a la vora dreta del riu Kirpili. És a 20 km al sud-oest de Korenovsk i a 44 km al nord-est de Krasnodar.
Pertanyen a aquesta stanitsa els khútors de Nijni i Tisxenko.